# Winning Days
Albums de The Vines
Highly Evolved
(2002) Vision Valley
(2006)
Singles
1. Fuck the World
Sortie : 15 décembre 2003
2. Ride
Sortie : 8 mars 2004
3. Winning Days
Sortie : 24 mai 2004

Winning Days est le deuxième album studio du groupe de garage rock australien The Vines sorti le 23 mars 2004 sur le label Capitol Records.

## Liste des chansons
Toute la musique est composée par Craig Nicholls, sauf She's Got Something to Say to Me qui voit Patrick Matthews participer.
| No  | Titre                            | Durée |
| --- | -------------------------------- | ----- |
| 1.  | Ride                             | 2:36  |
| 2.  | Animal Machine                   | 3:28  |
| 3.  | TV Pro                           | 3:45  |
| 4.  | Autumn Shade II                  | 3:14  |
| 5.  | Evil Town                        | 3:06  |
| 6.  | Winning Days                     | 3:33  |
| 7.  | She's Got Something to Say to Me | 2:32  |
| 8.  | Rainfall                         | 3:21  |
| 9.  | Amnesia                          | 4:39  |
| 10. | Sun Child                        | 4:33  |
| 11. | Fuck the World                   | 3:41  |